# Skrzeczyk pręgowany
Skrzeczyk pręgowany, skrzeczyk (Trichopsis vittata) – gatunek słodkowodnej ryby z rodziny guramiowatych, największy z rodzaju Trichopsis. Hodowany w akwariach. 

## Występowanie
Półwysep Malajski i Wyspy Sundajskie

## Charakterystyka
Dorastają do 7 cm długości.

## Dymorfizm płciowy
Samce mają większe i dłuższe płetwy.

## Warunki w akwarium
| Zalecane warunki w akwarium | Zalecane warunki w akwarium      |
| --------------------------- | -------------------------------- |
| Zbiornik                    | średni                           |
| Temperatura wody            | 22–28 °C                         |
| Twardość wody               | miękka do średnio twardej 3–18°n |
| Skala pH                    | 6,0–7,2                          |
| Pokarm                      | żywy, mrożony i w płatkach       |

## Warunki hodowlane
Spokojna ryba, może być trzymana w średniej wielkości akwarium wielogatunkowym. Terytorialne samce wykazują niewielką agresję w okresie tarła. Wzburzone lub podniecone wydają dźwięki przypominające pomruki. Wymagają zbiornika gęsto obsadzonego roślinami, również pływającymi, z licznymi kryjówkami wśród korzeni i kamieni. 